# Dubai Waterfront

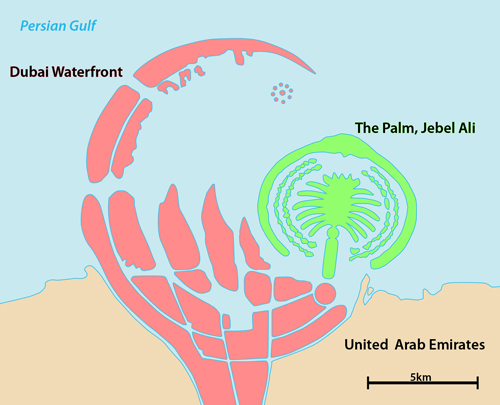
The Dubai Waterfront

O Dubai Waterfront é um novo projeto de canais e ilhas que abrigará hotéis de luxo e residências. O Canal Árabe de 70 quilômetros atravessa o deserto, enquanto seu arco formado por ilhas artificiais produzem um quebra-mar ao redor da Palma Jebel Ali.
O porto proporciona o acesso desde o mar para o comércio e a turismo, enquanto seu meio está dividido por uma série de areas comerciais, residenciais, resorts e de entretenimento. Este projeto estenderá a linha costeira de Dubai em 820 quilômetros, que são 12 vezes a longitude da linha da costa de Dubai, e cobrirão uma área de mais de 81 milhões de metros quadrados. Quer-se converter no projeto maior a nível mundial de aterros sobre o mar feito pelo homem. Será maior que Manhattan ou Beirute e está sendo construído para ser o distrito premium de luxo em Dubai. O projeto será dividido em mais de 100 sub projetos diferentes de piers e mais de 150 comunidades planejadas.
As 10 zonas em que se divide o Dubai Waterfront são: Al Ras, Courniche,The Riviera, The Palm Boulevard, Madinat Al Arab, The Peninsula, Uptown, Downtown, Boulevard, The Exchange. O Madinat Al Arab será a área central do projeto e esta terá um arranha-céus em seu centro de 750 metros , que será chamado Al Burj (que em árabe significa "A Torre").